# بيل أوكونور
بيل أوكونور (بالإنجليزية: Bill O'Connor)‏ هو لاعب كرة قدم أمريكية أمريكي، ولد في 2 مايو 1926 في نيويورك في الولايات المتحدة.

## وصلات خارجية
- بيل أوكونور على موقع مرجع كرة القدم المحترفة.كوم (الإنجليزية)